# Adoa
L'Adoa o Adoha era la tassa versata da un vassallo al feudatario in cambio del servizio militare cui era tenuto. Fu istituita nel 1307 da Corrado II e rimase per lungo tempo in vigore nel Regno di Sicilia, venendo infatti abolita ufficialmente solo nel 1806 durante la parentesi napoleonica.
Il feudatario era tenuto a fornire al re o principe un servizio in termini di un numero prefissato di armigeri, se non poteva o preferiva non dare tale servizio era tenuto a versare denari in quantità tali da permettere al sovrano di fornirsi di truppe mercenarie. L'elenco delle adoe dovute dai feudatari era noto come Cedolario. Normalmente imposta ed esatta solo in tempo di guerra, la sua riscossione venne talvolta dovuta anche in tempi di pace.
Il termine usato per definire tale somma di denaro era detta adohamento da cui adoha dal latino Adunamentum da intendersi come facoltà di raggruppare ed imporre servigi personali da parte dei baroni, corrotto in età normanna in adohamentum.